# Wilson Seraine da Silva Filho

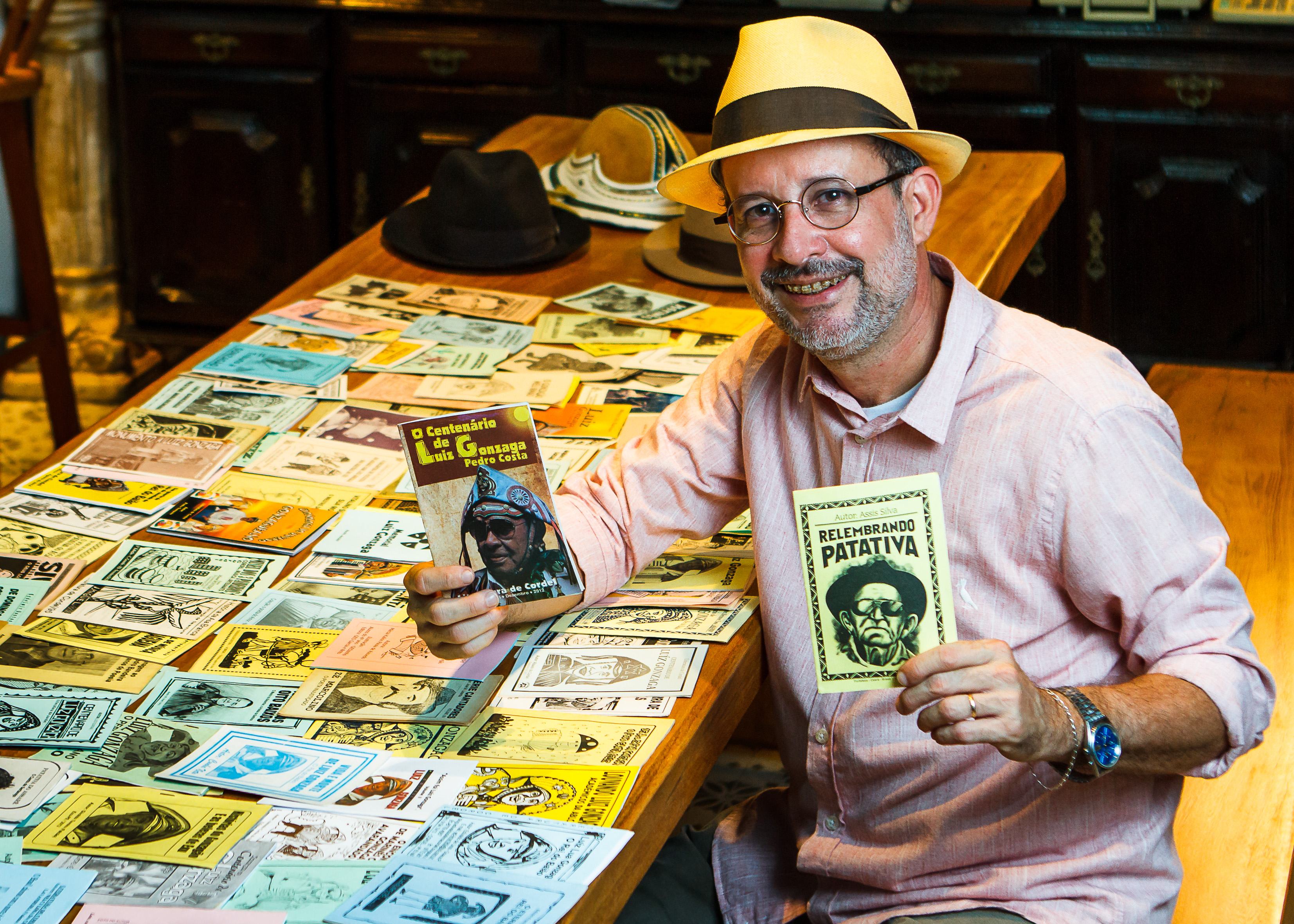
Professor Wilson Seraine

Wilson Seraine da Silva Filho (Teresina, 29 de abril de 1966) é um professor, produtor cultural, memorialista e escritor brasileiro. É filho de Wilson Cavalcante da Silva e Maria de Jesus Seraine da Silva.
Formou-se em Licenciatura Plena em Física na Universidade Federal do Piauí (UFPI) em 1988. É especialista em Proteção Radiológica em Aplicações Médicas, Industriais e Nucleares pela Faculdade Casa Branca/São Paulo. Concluiu Mestrado em Ensino de Ciências e Matemática pela Universidade Luterana do Brasil Ulbra/Rio Grande do Sul. Desde 1994 é professor de física do Instituto Federal de Educação, Ciência e Tecnologia do Piauí (IFPI). É autor ou organizador de 21 livros nos segmentos de educação e cultura popular, membro da Academia Brasileira de Literatura de Cordel, membro da Academia Brasileira de Letras e Artes do Cangaço, membro da Academia Brasileira de Estudo do Sertão Nordestino, membro efetivo e perpétuo da Academia de Ciências do Piauí e integra o Conselho Estadual de Cultura do Piauí, desde 2012.

## Pesquisador

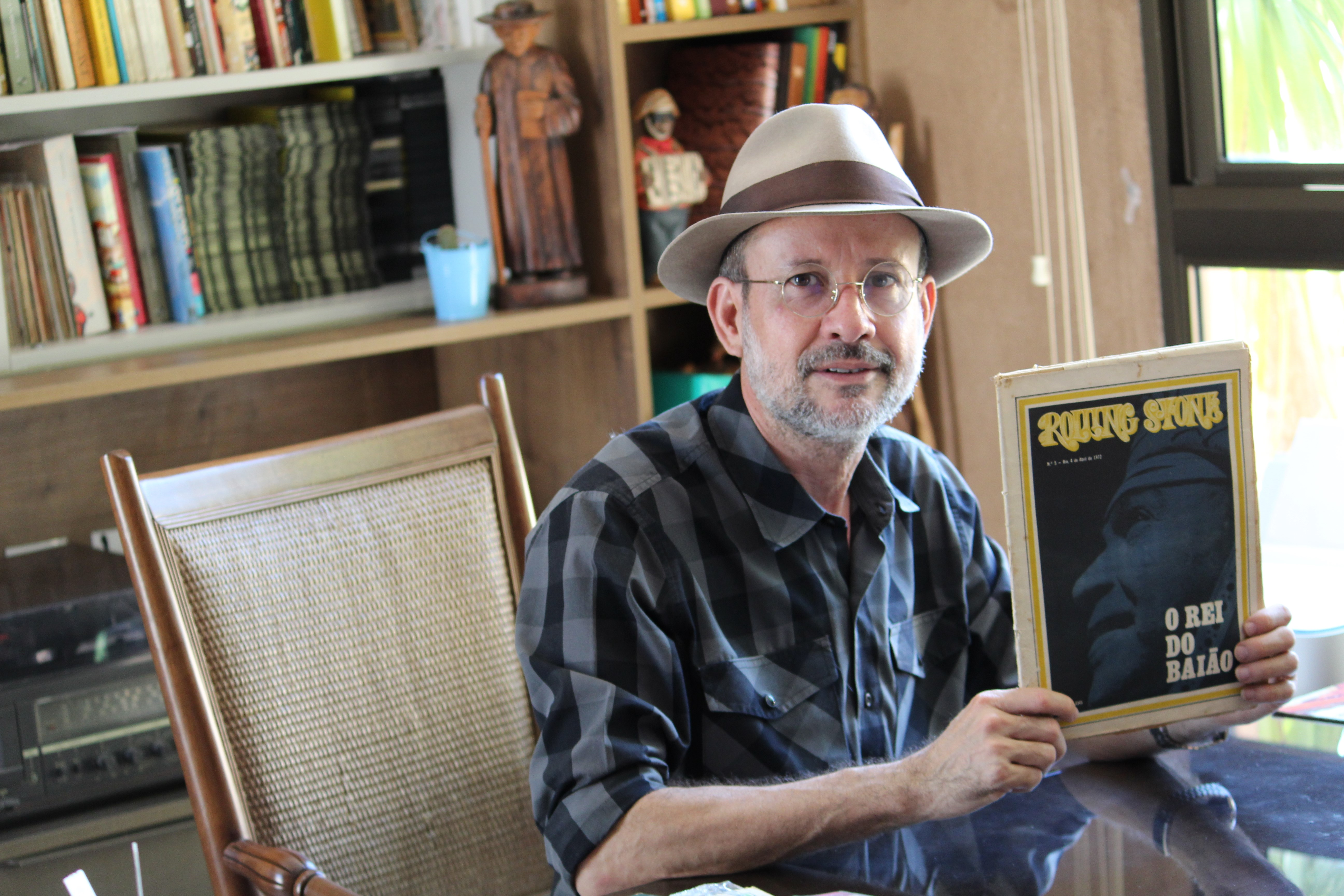
Presidente da Colônia Gonzaguiana do Piauí

Wilson Seraine estuda desde o ano 2000 a história e obra de Luiz Gonzaga e é considerado um dos especialistas mais respeitados do Brasil quando se trata da vida e obra do “Rei do Baião”. Em Teresina,  ele preside a 1ª Colônia Gonzaguiana do Brasil (grupo de fãs do Rei do Baião, músicos e pesquisadores), que promove eventos culturais na cidade. Entre eles, a Procissão das Sanfonas, que, desde o ano de 2009, leva a música do Rei do Baião pelas ruas do Centro de Teresina e a Missa de Santa Luzia, uma homenagem ao nascimento de Luiz Gonzaga.
Desde 2007, apresenta na FM Cultura de Teresina o programa semanal “A Hora do Rei do Baião”, que aborda a trajetória musical de Luiz Gonzaga e homenageia ícones da música. É palestrante de renome nacional sobre temas relacionados à cultura nordestina.

## Arquivo Wilson

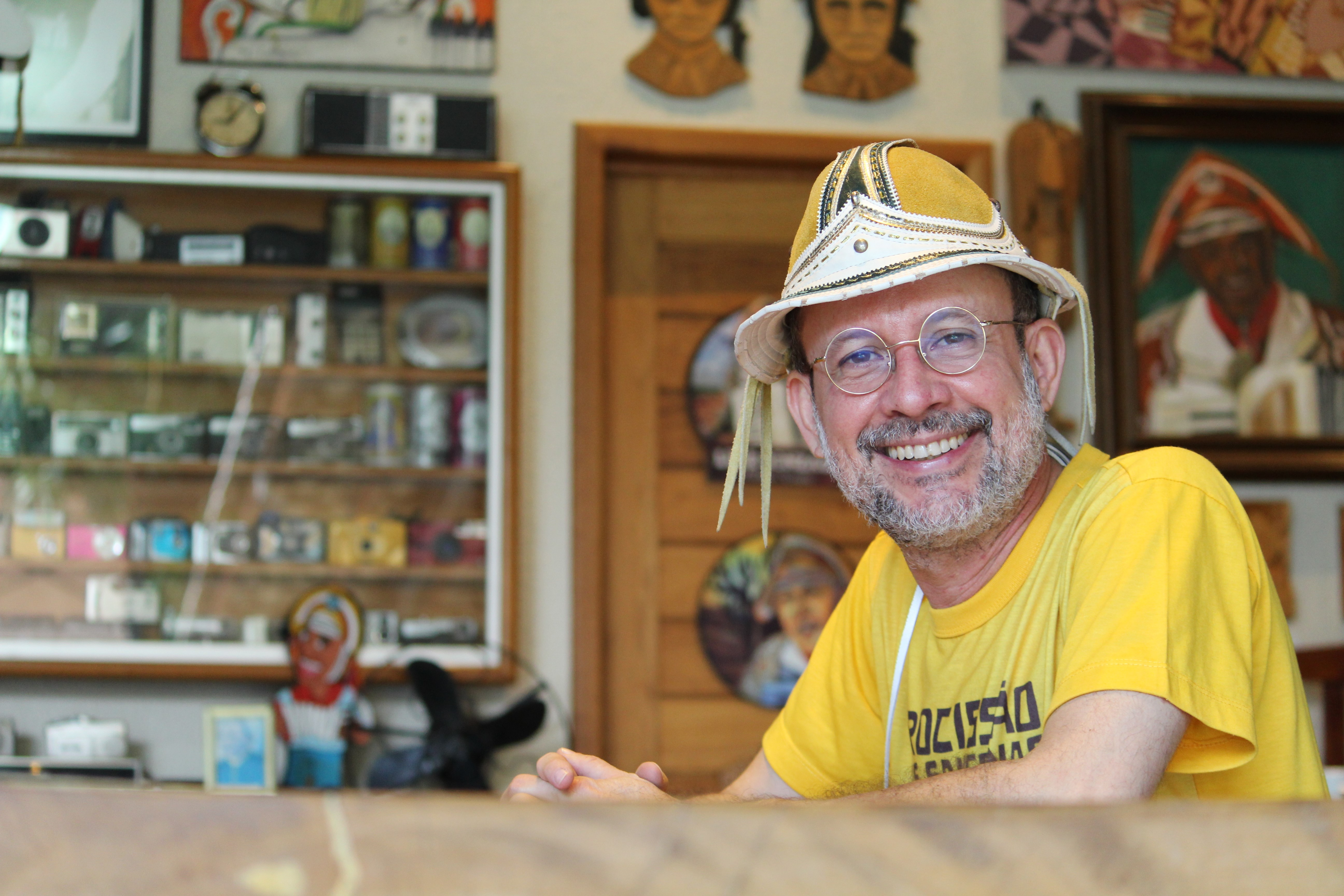
Pesquisador e Memorialista

Seraine reúne em sua casa, livros, revistas, cordéis, chapéus, CDs, DVDs, LPs, discos de 78 RPM, partituras e fotos de Luiz Gonzaga. Atualmente, já são mais de 1000 itens em sua coleção particular.
São dezenas de rádios, radiolas, telefones, máquinas fotográficas, relógios, gravuras, cartazes, quadros, bebidas e outros utensílios que lembram a cultura popular nordestina e a obra de Gonzaga.

## Obras e CD publicados
- A Literatura de Cordel no Ensino de Ciências,[13] Editora Nova Aliança, Teresina – PI (2015);
- Cordéis Gonzaguianos, Antologia,[14] Editora IMEPH, Fortaleza - CE (2017);
- A Festa da Asa Branca – uma história com pássaros cantados por Luiz Gonzaga,[15] Editora IMEPH, Fortaleza – CE (2017);
- Reginaldo Silva: 12 anos com o Rei do Baião,[16] Editora Nova Aliança, Teresina – PI (2017);
- Maria da Inglaterra em Quadrinhos,[17] Academia Piauiense de Letras, Teresina – PI (2017);
- Nirez: O Homem de Cera,[18] Editora IMEPH, Fortaleza – CE (2018);
- Causos Gonzaguianos Ilustrados,[19] Editora IMEPH, Fortaleza - CE (2018);
- Da Costa e Silva em Quadrinhos, Academia Piauiense de Letras, Teresina-PI (2019);
- Mandu Ladino em Quadrinhos, Academia Piauiense de Letras, Teresina-PI (2019);
- CD Luiz Gonzaga em Alemão(2020);
- A Radioatividade na Literatura de Cordel, Editora Autografia, Rio de Janeiro-RJ (2020).
- Leriado Piauiense - Expressões e adagiário da nossa vivência, Teresina- PI (2020).
- Os Bichinhos de Luiz Gonzaga, Rio de Janeiro- RJ(2021).
- Leriado Piauiense - Volume 2, Teresina, Editora Nova Aliança (2021).
- Quase Haicai de Mim, Teresina, Editora Avant Garde Edições (2022).
- Luiz Gonzaga em Palmeirais. Coleção Luiz Gonzaga no Piauí - Volume 1. Teresina - PI, Editora Nova Aliança  (2023).
- Leriado Piauiense - Volume 3. Teresina, Editora Nova Aliança (2023).
- Crônicas do Passado. Teresina. Avant Garde Edições (2023).
- Einstein na Literatura de Cordel - Teresina - PI, Editora Nova Aliança (2024).
- Marie Curie na Literatura de Cordel - Teresina - PI, Editora Nova Aliança (2025).
- Crônicas Gonzaguianas - Teresina - PI, Editora Nova Aliança (2025)
- Luiz Gonzaga - cidadão teresinense. Coleção Luiz Gonzaga no Piauí - Volume 2. Teresina - PI, Editora Nova Aliança (2025).

## Trajetória Profissional

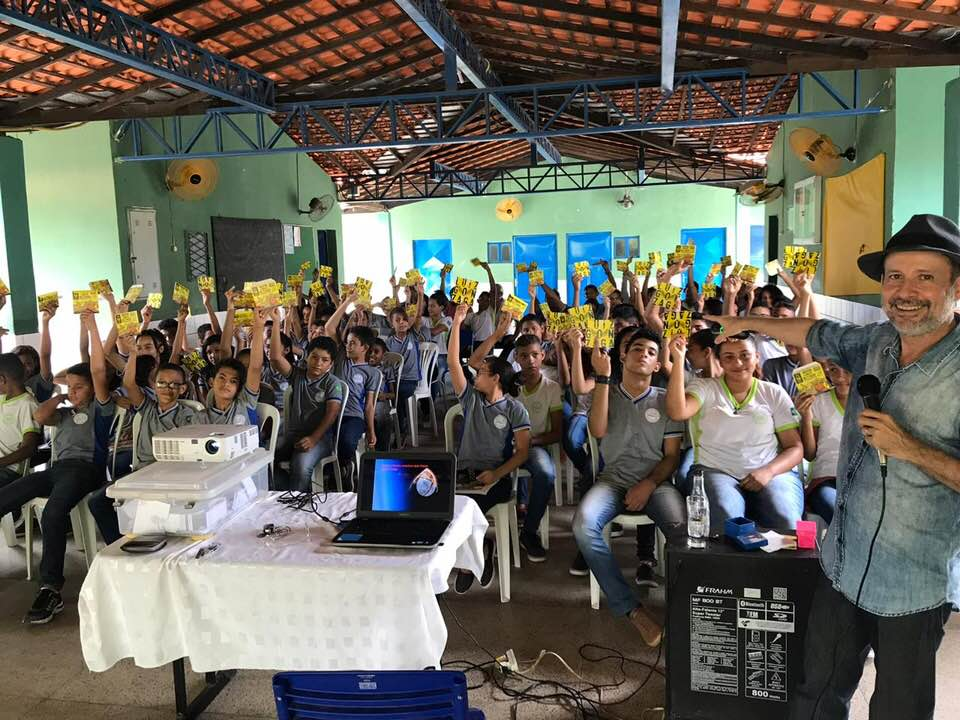
Wilson Seraine é palestrante de renome nacional sobre temas relacionados à cultura nordestina

- (1989 –1991) | Professor substituto da Universidade Federal do Piauí - Ufpi[20]

- (1989 – 1991) | Servidor público da Secretaria de Educação do Estado do Piauí;
- (1989-2012) | Sócio proprietário das escolas particulares de ensino fundamental, médio e pré-vestibular: Diferencial, Integral, Lavoisier, Léttrera e Provest, em Teresina;
- (2005 – 2012) | Sócio proprietário da Faculdade Integral Diferencial, em Teresina;
- (1994 – Atualmente) | Professor de Física do Instituto Federal do Piauí;[21]
- (2007-2008) | Conselheiro do Conselho Municipal de Educação de Teresina[22] - PI;
- (2008–2010) | Conselheiro do Conselho Municipal de Cultura de Teresina[23] – PI;
- (2004-2012) | Conselheiro e presidente do Conselho Estadual de Educação do Estado do Piauí;[24]
- (2012 – Atual) | Conselheiro do Conselho Estadual de Cultura do Estado do Piauí;[2]
- (2018 - 2025) | Membro efetivo do Conselho Editorial da Editora da Universidade Federal do Piauí;
- (2019) | Assume a coordenação do Curso Superior de Tecnologia em Radiologia do Instituto Federal de Educação, Ciência e Tecnologia do Piauí.

## Homenagens
Pelo seu trabalho, Wilson Seraine recebeu diversos prêmios e reconhecimentos, entre eles:
- Título de Cidadão Cratense (2024);
- Título de Cidadão Juazeirense (2024);
- Empossado como membro da Academia Brasileira de Letras e Artes do Cangaço, localizada em Aracaju- Sergipe (2020);
- Empossado como membro efetivo e vitalício da Academia de Ciências do Piauí (2020);
- Título de Cidadão de Exu - PE(2020);
- Medalha Raul Seixas. Honraria concedida pelo Fã Clube Raulzito Rock Clube do Ceará (2019);
- Título de Cidadão de Fortaleza - CE(2019);
- Título de Cidadão de Trizidela do Vale - MA (2019);

- Medalha da Ordem do Mérito Renascença do Piauí[25]| outorgada pelo Governo do Estado do Piauí (2019);
- Empossado com membro efetivo e vitalício da Academia Brasileira de Literatura de Cordel, na categoria pesquisador (2018);
- Troféu Luiz Gonzaga - Orgulho de Caruaru[26] | Espaço Cultural Asa Branca do Agreste (2016);
- Troféu Amigo do Salão do Livro do Piauí - SALIPI[27] (2015);
- Troféu Asa Branca - Fundação Vovô Januário[28] | EXU/PE (2015);
- Prêmio Eficiência - Categoria Educação e Cultura |coordenado pela Academia Piauiense de Mestres Maçons[29] (2015);
- Troféu Viva Dominguinhos de Cultura[30] | Prefeitura Municipal de Garanhuns, em Pernambuco. (2015);
- Troféu Centenário do Rei do Baião[31] | Rádio AM Cidade 860 de Fortaleza, no Ceará (2013);
- Troféu Luiz Gonzaga: O Pernambucano do Século | promovido pela Colônia Gonzaguiana do Ceará (2010);
- Medalha do Mérito Cultural Firmino Teixeira do Amaral | organizado pela Fundação Nordestina do Cordel[32] (2001).
- Escritor Homenageado na VI FLIF – Feira Literária de Francinópolis/PI – Ano Wilson Seraine - (2024).

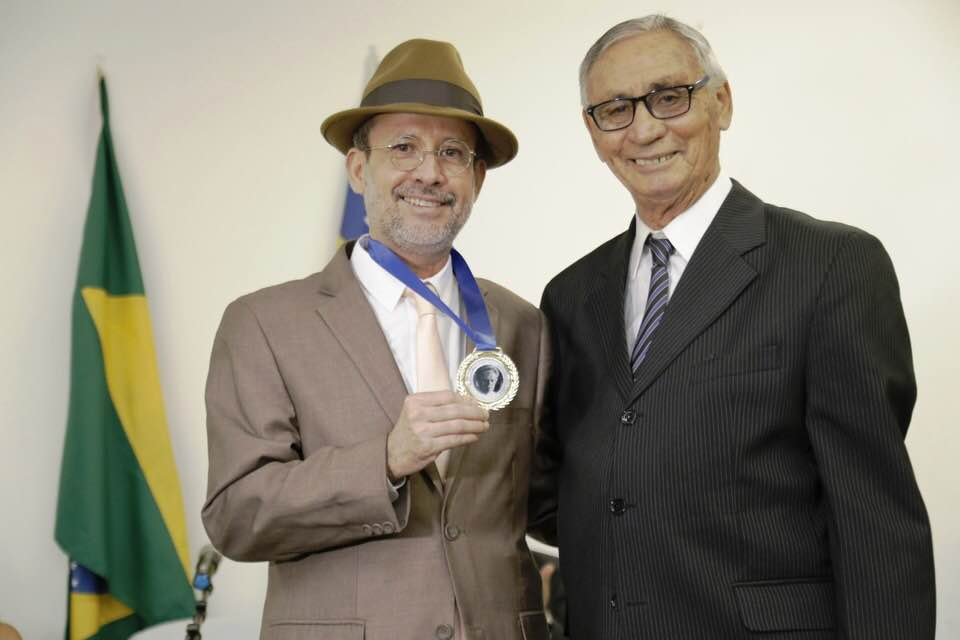
Wilson Seraine ao lado de Gonçalo Ferreira, presidente da ABLC